# Kajmakčalan
Kajmakčalan (makedonsky Кајмакчалан, řecky Καϊμάκτσαλαν, 2528 m n. m.) je hora v pohoří Nidže (řecky Voras) na řecko-severomakedonské státní hranici. Nachází se 8,5 km severoseverozápadně od řecké vesnice Zervi, 14 km jihojihovýchodně od severomakedonské vesnice Budimirci a 39 km východojihovýchodně od severomakedonského města Bitola. Řecká část leží na území regionální jednotky Pella (kraj Střední Makedonie), severomakedonská na území opštiny Novaci. Kajmakčalan je nejvyšší horou pohoří a s prominencí 1758 m se řadí mezi tzv. ultraprominentní vrcholy.
Během I. světové války bojovalo o Kajmakčalan Srbsko s Bulharskem. Na vrcholu hory dnes stojí malý kostelík, kde jsou pohřbeni padlí srbští vojáci.